# Laccophilus tavetensis
Laccophilus tavetensis är en skalbaggsart som beskrevs av Guignot 1941. Laccophilus tavetensis ingår i släktet Laccophilus och familjen dykare. Inga underarter finns listade i Catalogue of Life.